# Argostemma linguafelis
Argostemma linguafelis är en måreväxtart som beskrevs av Herbert Fuller Wernham. Argostemma linguafelis ingår i släktet Argostemma och familjen måreväxter. Inga underarter finns listade i Catalogue of Life.